# Рефтінський міський округ
Ре́фтінський міський округ (рос. Рефтинский городской округ) — адміністративна одиниця Свердловської області Російської Федерації.
Адміністративний центр та єдиний населений пункт — селище міського типу Рефтінський.
Населення міського округу становить 16020 осіб (2018; 16496 у 2010, 17968 у 2002).